# Platostoma annamense
Cựa gà miền Trung, Cựa gà Trung Bộ hay Giác hoa Trung Bộ (danh pháp khoa học: Platostoma annamense) là một loài thực vật có hoa trong họ Hoa môi. Loài này được George Taylor miêu tả khoa học đầu tiên năm 1936 dưới danh pháp Ceratanthus annamensis. Năm 1997 Alan James Paton chuyển nó sang chi Platostoma.